# Meillonnas
Meillonnas es una comuna francesa del departamento de Ain, en la región de Auvernia-Ródano-Alpes. Pertenece a la comunidad de aglomeración del Bassin de Bourg-en-Bresse.

## Demografía
| 610 | 630 | 671 | 891 | 1 051 | 1 204 | 1 286 | 1 303 |
| Para los censos de 1962 a 1999 la población legal corresponde a la población sin duplicidades (Fuente: INSEE [Consultar]) |     |     |     |       |       |       |       |